# Mary Sutherland
Mary Elizabeth Sutherland (* 30. November 1895 in Burnhead, Banchory-Ternan bei Aberdeen; † 19. Oktober 1972 in East Kilbride) war eine schottische Politikerin und Frauenrechtlerin.

## Jugend und Ausbildung
Mary Sutherland wurde in Aberdeenshire als Tochter von Alexander und Jessie Sutherland geboren. Während ihrer Sekundarschulzeit schloss sie sich der Independent Labour Party (ILP) an. Beim Tod ihrer Mutter war sie 16 Jahre alt und musste sich in der Folge neben der Schule auch um ihre Geschwister und den Haushalt kümmern. Sie erhielt ein Stipendium für die University of Aberdeen, wo sie 1917 ihr Studium in Geschichtswissenschaft abschloss.

## Berufliche und politische Arbeit
Sie unterrichtete an der Aberdeen Girls’ High School und wurde aktiv in der Arbeiterbewegung, indem sie sich einer Kampagne für einen Mindestlohn anschloss.
Sutherland übernahm in der Folge verschiedene politische Ämter darunter als Geschäftsführerin für die schottische Landarbeitergewerkschaft von 1920 bis 1922, als stellvertretende Herausgeberin des Parteiorgans der ILP Forwardund dann ab 1924 als Leiterin der Frauenorganisation der schottischen Labour Party.
Als die ILP die Labour Party 1931 verließ, blieb Sutherland weiter Mitglied. 1932 wurde sie Leiterin der Frauenorganisation der Partei für das ganze Vereinigte Königreich und ging nach London. Sie unterstützte die indische Unabhängigkeitsbewegung. Von 1934 bis 1938 setzte sie sich mit Unterstützung des International Council of Social Democratic Women für die Freilassung der in der UdSSR inhaftierten Dissidentin Eva Broido ein. Das Scheitern dieser Kampagne vertiefte Sutherlands Ablehnung gegen den Kommunismus und jeden Links-Extremismus.
Von 1946 bis 1952 war sie die britische Delegierte und Gründungsmitglied in der UN-Frauenrechtskommission und dort an der Formulierung der UN-Menschenrechtscharta beteiligt. Außerdem war sie Geschäftsführerin des Dachverbands der Frauenorganisationen in den Gewerkschaften.
Sie war befreundet mit der Aktivistin der West African Students’ Union  und späteren nigerianischen Staatssekretärin Folayegbe Akintunde-Ighodalo und unterstützte sie in der Auseinandersetzung mit der Entkolonialisierung ihres Landes. 1960 trat sie von ihren Parteiämtern zurück, blieb aber in anderen Bereichen aktiv zum Beispiel als Vorsitzende der Hausangestellten-Gewerkschaft.
Sie starb an den Folgen eines Schlaganfalls am 19. Oktober 1972 im Hairmyres Hospital in East Kilbride.